# Короткі нарди

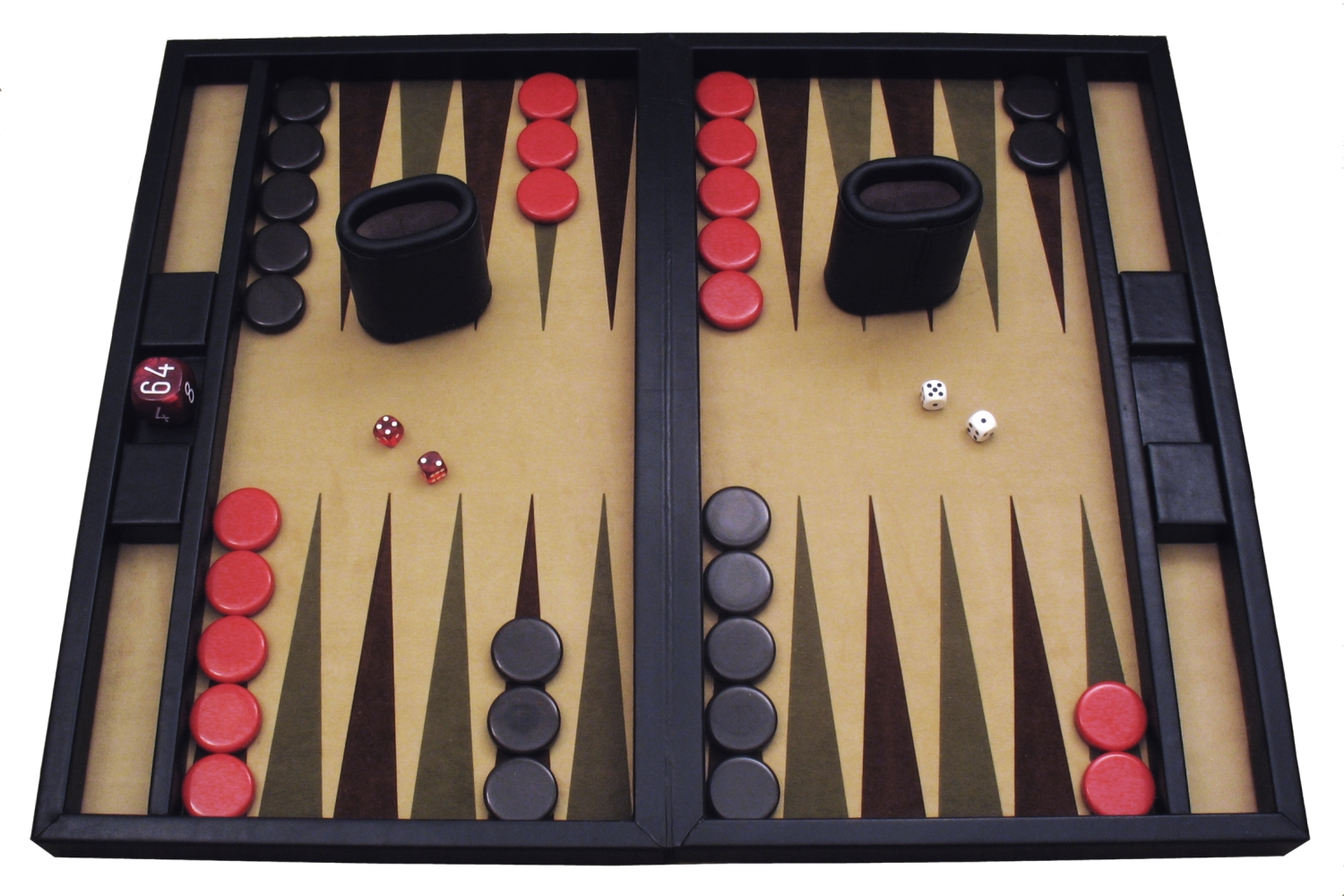
Набір для гри в нарди, що включає в себе гральну дошку, по 15 шашок двох кольорів, дві пари гральних кісточок, куб подвоєння, стакани для викидання гральних кісточок

Короткі на́рди — настільна гра для двох гравців. Гральні фішки рухаються відповідно до результату кидання гральних кісточок, гравець перемагає, коли перемістить усі свої фішки з ігрового поля раніше за суперника. Існує велика кількість різних варіантів нард, але більшість з них мають спільні характерні риси.
Хоча везіння має значний вплив на результат гри, стратегія відіграє важливішу роль у довготривалій грі. При кожному кидку гральних кісточок гравець повинен обирати між можливими варіантами ходів своїми шашками, при цьому заздалегідь зважаючи на можливі контр-ходи опонента. Гравці можуть піднімати ставку протягом гри. Існує встановлений набір типових тактик та можливих варіантів.
Як і шахи, короткі нарди з великою цікавістю вивчає комп'ютерна наука. Наслідком таких досліджень стали комп'ютерні програми для гри в короткі нарди, що перемагають найкращих «живих» гравців світу.

## Правила

### Початкова позиція

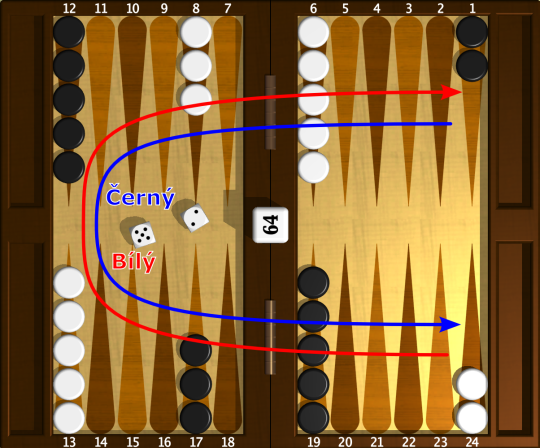
Початкова позиція

Дошка для нард складається з двадцяти чотирьох вузьких трикутників, які називаються пунктами. Трикутники чергуються за кольором і об'єднані в чотири групи по шість трикутників в кожній. Пункти нумеруються для кожного гравця окремо, починаючи з хати цього гравця. Найдальший пункт є 24-м пунктом, він також є першим пунктом для суперника. Для білих (на діаграмах малюються знизу) пункти нумеруються за годинниковою стрілкою, для чорних — проти годинникової стрілки.
Пункти об'єднані в групи. Ці групи називаються — дім (1-6), двір (7-12), дім суперника (19-24), двір суперника (13-18). Дім та двір розділені між собою планкою, яка виступає над ігровим полем і називається баром.
Кожен гравець має 15 шашок. Початкове розташування шашок таке: в кожного з гравців по дві шашки у двадцять четвертому пункті, п'ять у тринадцятому, три у восьмому і п'ять у шостому. Кожен гравець має свою пару гральних кісточок. Для перемішування кісточок може використовуватись спеціальний стакан. Кубик з нанесеними на його грані числами 2, 4, 8, 16, 32, і 64 використовується, щоб стежити за поточною ставкою гри.

### Мета гри
Мета гри — перевести всі свої шашки до свого дому і потім зняти їх з дошки. Перший гравець, який зняв усі свої шашки, виграє партію.

### Початковий жереб
Щоб почати гру, кожен гравець кидає одну кісточку. Цим визначається, який з гравців ходить першим і які числа для свого першого ходу він використовує. Якщо у обох гравців випали однакові числа, вони обидва кидають кісточки доти, поки не випадуть різні значення.

### Рух шашок
Гравець, у якого випало більше число під час жеребу, пересуває свої шашки відповідно до чисел на обох кісточках. Після першого ходу, гравці по черзі кидають по дві кісточки і виконують ходи.
Числа на кожній кісточці показують, на скільки пунктів гравець повинен пересунути свої шашки. Шашки завжди рухаються лише в одному напрямку, від пунктів з великими номерами до пунктів з меншими. Для білих — проти годинникової стрілки. Для чорних — за годинниковою стрілкою. При цьому застосовуються наступні правила: шашка може рухатися тільки на відкритий пункт, тобто на такий, який не зайнятий двома або більше шашками протилежного кольору.
1. Числа на обох кісточках складають окремі ходи. Приміром, якщо у гравця випало 5 і 3, він може піти однією шашкою на три поля, а іншою — на п'ять, або він може піти однією шашкою відразу на вісім (п'ять плюс три) полів, але останнє лише в тому випадку, якщо проміжний пункт (на відстані три або п'ять полів від початкового пункту) також відкритий.
2. Гравець, у якого випав дубль, грає кожне з чисел на кожній з кісточок двічі. Наприклад, якщо випало 6-6, то гравець може зробити два ходи по шість очок різними шашками.
3. Гравець зобов'язаний використовувати обидва числа, які йому випали, якщо вони допускаються правилами. Коли можна зіграти тільки одне число, гравець повинен зіграти це число. Якщо кожне з чисел окремо можна зіграти (але не обидва разом), гравець повинен грати більше число. Якщо гравець не може зробити ходу, то він пропускає хід. У випадку, коли випав дубль, але гравець не може використати всі числа, він повинен зіграти стільки ходів, скільки можливо. Не можна відмовлятися від ходу, якщо результат ходу невигідний.

### Як побити і зарядити шашку
Пункт, зайнятий тільки однією шашкою, носить назву блот. Якщо шашка протилежного кольору зупиняється на цьому пункті, блот вважається побитим і кладеться на бар. У будь-який момент, коли одна або кілька шашок знаходяться на барі, перший обов'язок гравця — це зарядити шашки в будинку суперника. Шашка вступає в гру, переміщаючись на пункт, відповідний викинутого значенням кісточки. Наприклад, якщо гравцеві випало 4 і 6, він може зарядити шашку в четвертий або в шостий пункти, якщо вони не зайняті двома або більше шашками супротивника.
Якщо обидва пункти, що відповідають значенням викинутих кісточок, зайняті, гравець пропускає свій хід. Якщо гравець може ввести деякі зі своїх шашок, але не всі, він повинен зарядити всі шашки, які можливо, і потім пропустити решту ходу. Після того, як всі шашки будуть введені з бару, невикористані значення кісточок можна використовувати, як зазвичай, переміщаючи шашку, яку ви зарядили, або будь-яку іншу шашку.

### Як викинути шашки з гри
Коли гравець привів всі свої п'ятнадцять шашок до свого дому, починається їх викидання з дошки. Гравець викидає шашку наступним чином: випадає пара кісточок і тоді можна: а) зняти шашку, яка стоїть на пункті, відповідному значенню на кубику (наприклад, якщо випала п'ятірка, то викидається шашка з п'ятого поля) б) перемістити будь-яку шашку всередині будинку з пункту з великим номером (тобто, якщо випала трійка, то перемістити шашку з п'ятого поля на три поля (тобто, на полі номер два), навіть якщо на третьому полі теж стоїть шашка) в) зняти шашку, яка стоїть на пункті з меншим номером, якщо немає шашок на відповідному пункті і на більшому, ніж значення кісточки (тобто, якщо випала четвірка, а на четвертому, п'ятому та шостому полі немає шашок, то скидається шашка з третього, якщо немає на третьому полі, скидається з другого, якщо немає на другому, то з першого).
У стадії викидання шашок всі шашки гравця повинні перебувати в його будинку. Якщо шашка буде побита в процесі викидання шашок, то гравець повинен привести шашку назад до своєї хати, перш ніж він продовжить викидати шашки. Той, хто перший зняв усі шашки з дошки, виграє партію.

### Даве
У короткі нарди, як правило, грають на гроші при домовленій ставці за одне вигране очко. Кожна гра починається при ставці в одне очко. У процесі гри гравець, який відчуває, що має досить велику перевагу в грі, може запропонувати даве (тобто подвоїти ставки). Він може це зробити лише перед початком свого ходу до того, як він кине кісточки. Якщо гравець, якому запропонували подвоїти ставки, пасує, то він здає цю партію і програє одне очко. В іншому випадку він повинен прийняти даве і грати з подвоєними ставками. Гравець, який прийняв даве, стає володарем куба, і тільки він може тепер заново подвоїти ставки. Зустрічне подвоєння ставок в одній і тій же грі носить назву басі (або редабл). Якщо гравець здається в цей момент, він програє стільки очок, скільки стояло на кону перед цим редаблом. В іншому випадку, куб переходить до нього, і гра продовжується далі з ще раз подвоєним значенням ставок. Обмежень на кількість редаблів не існує.

### Оїн, марс і кокс
У кінці гри, якщо гравець перед поразкою встиг зняти хоча б одну шашку з дошки, таке становище називається «оїн», він програє стільки очок, скільки стоїть на цей момент на кубику (одне очко, якщо ніхто з гравців не робив даве). Однак, якщо переможений не встиг викинути з дошки жодної шашки, він програє марс і втрачає подвійну кількість очок. Якщо ж, більше того, переможений не зняв жодної шашки і одна або декілька його шашок залишилися на барі або в будинку супротивника, він програє кокс і втрачає потрійну кількість очок.

### Додаткові правила
Деякі додаткові правила набули широкого поширення в грі.
Авто-дабл або правило Мерфі. Якщо обом гравцям випало однакове число очок під час першого ходу, то ставки подвоюються. Кубик повертається по два і залишається посередині дошки. Гравці зазвичай заздалегідь домовляються про обмеження числа авто-подвоєнь на початку гри. Це правило в основному використовується при грі на гроші для надання більшого азарту.
Бівер. Якщо гравцеві оголошують даве, він може негайно переподвоїти ставки, оголосивши зустрічний редабл — бівер, кубик у цьому випадку залишається у цього гравця. Гравець, який першим оголосив даве, має можливість прийняти цей бівер або спасувати, як у випадку простого даве, але при цьому він програє вже подвоєну ставку.
Правило Якобі. Марс і кокс рахуються як одне очко, якщо жоден з гравців не оголошував даве в ході гри. Це правило прискорює гру, оскільки усуває ситуації, де гравець не оголошує даве, оскільки прагне грати на марс.
Є нюанс у правилах кавказьких нард, який говорить: у своєму домі не можна вбити шашку супротивника і сховатися. Іншими словами, шашку, яка била шашку супротивника, не можна цим самим ходом пересунути так, щоб вона стала на іншу шашку і була здвоєною, тобто поза досяжності для удару. Вбити і накрити шашкою, яка била, шашку іншого — можна. Вбити і пересунути далі на вільне поле, але не ховатися — можна. Вбити і викинути (якщо немає іншого ходу) — можна. У міжнародних правилах таких обмежень на гру в будинку немає.

## Міжнародні змагання
Перший чемпіонат світу з нард відбувся у Лас-Вегасі в 1967 році. Переможцем турніру став Тім Холланд із США. Він же став чемпіоном у 1968 та 1971 роках. У 1969—1970 роках чемпіонат світу не проводився. З 1975 року чемпіонат починають проводити на Багамських островах. Протягом 1976—1978 років існувало два турніри, які називали себе чемпіонатами світу — на Багамських островах проводився турнір для гравців з Америки, а в Монте-Карло проводився турнір для гравців з Європи. В 1979 році турніри об'єднано, місцем проведення визначено Монте-Карло.
Чемпіоном світу 2013 року став харків'янин В'ячеслав Прядкін.

## Історія гри

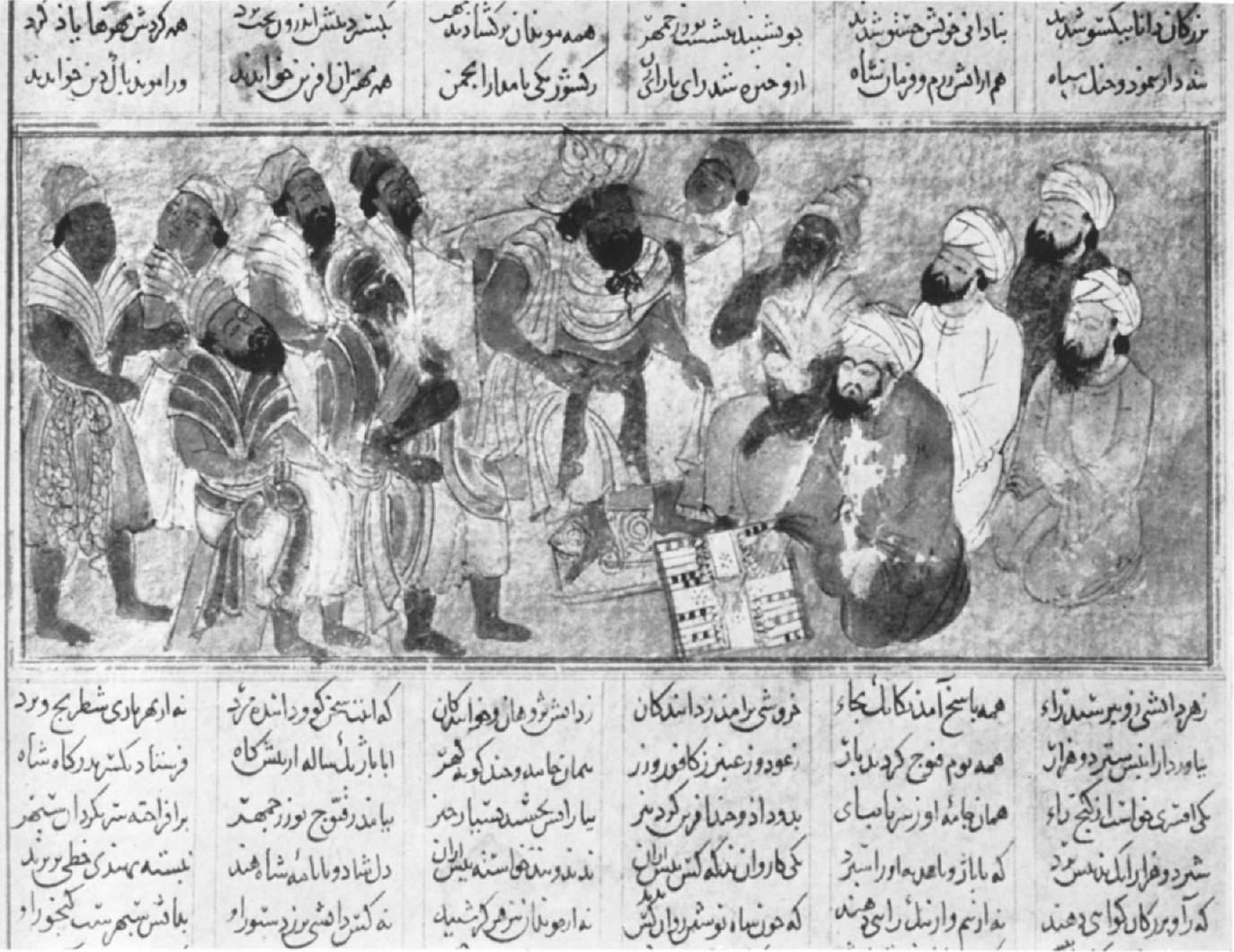
Бурзо демонструє Раджі гру в короткі нарди.

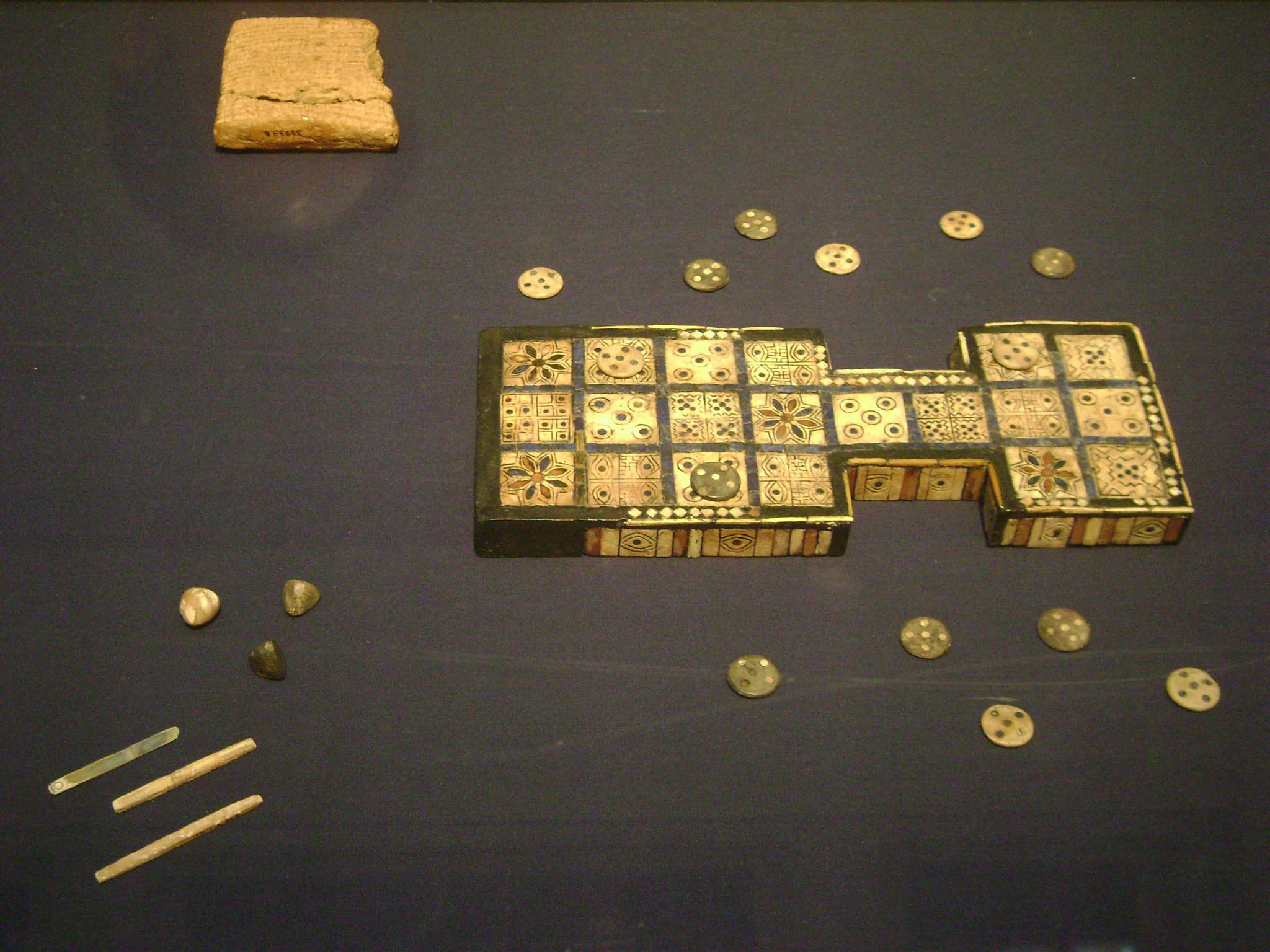
Дошка для Королівської гри Ура, бл. 3000 р. до н. е., Месопотамія

Історія гри в нарди налічує приблизно 5000 років і розпочалась приблизно в один час з історією шахів. Найпоширенішою є версія її перського походження, багато інших версій відносять місце зародження цієї гри до Індії, майже всіх країн Середньої Азії та Близького сходу, або до Єгипту; часто вони оповиті красивими легендами. З взаємопроникненням культур схожі на нарди ігри поширились практично по всьому Середземномор'ю. В них почали грати греки, трохи пізніше — стародавні римляни, потім тюркські народи. З початком середніх віків про нарди в Європі майже забули. Їх відродження тут розпочалось наприкінці XI ст., а вже на початку XVII ст. вони отримали неофіційний статус «гри королів». У 1743 році в Англії були введені єдині правила гри і вона отримала нову назву англ. backgammon, тобто короткі нарди. Згодом цей різновид отримав широке поширення в Європі і Америці. Зберігся також класичний різновид, що дійшов практично в первісному вигляді з давніх часів, — так звані довгі нарди.

### Персія
Знахідки під час розкопок міста Шахрі-Сухте («Спалене місто») в Ірані свідчать, що гра, схожа на нарди, вже існувала там близько 3000 року до н. е. Знахідки включають дві гральні дошки, пару гральних кісточок та 60 шашок. Вони є найдавнішими подібними зразками (вік бл. 5200 років) і на 100—200 років старші за аналогічні знахідки в Урі. Дошки виготовлені із чорного дерева, лунки для шашок на них утворені кільцями вирізьбленої змії; шашки виготовлені з агату та бірюзи (див. фото дошки [Архівовано 29 квітня 2011 у Wayback Machine.] і гральних кісточок [Архівовано 29 листопада 2010 у Wayback Machine.]).
Іранський історик Турай Дарйаі вказує, що нарди вперше згадуються у творі індійського автора Бхартріхарі, складеному наприкінці VI або на початку VII ст. н. е.; про індійське коріння гри додатково свідчить використання у ній метальних кісточок, оскільки кісточки й азартні ігри були улюбленим заняттям в стародавній Індії. Але правила цієї гри вперше з'являються в тексті на середньоперській мові «Пояснення шахів та винахід нард», складеному в VI ст. в часи правління сасанидського короля Хосрова I (530—571). В цьому тексті винайдення нард приписується перському мудрецю і міністру короля Хосрова I — Важурміхру (в іншій транскрипції Бюзермехр), нарди мали стати викликом індійським мудрецям.
В XI ст. перський поет Фірдоусі в епосі «Шах-наме» вказує, що винахідником настільної гри нарди у VI ст. був Бурзо. Він описує зустріч між Бурзо і Раджою, що завітав із Індії. Раджа представив гру в шахи, а Бурзо продемонстрував нарди, в якій використовували гральні кісточки, зроблені з слонової кістки і тику.
Перська версія нардів — так звані довгі нарди — в теперішній час поширена в країнах Середньої Азії, вона має певні відмінності у правилах від коротких нард, поширених у Європі та Америці.

### Месопотамія

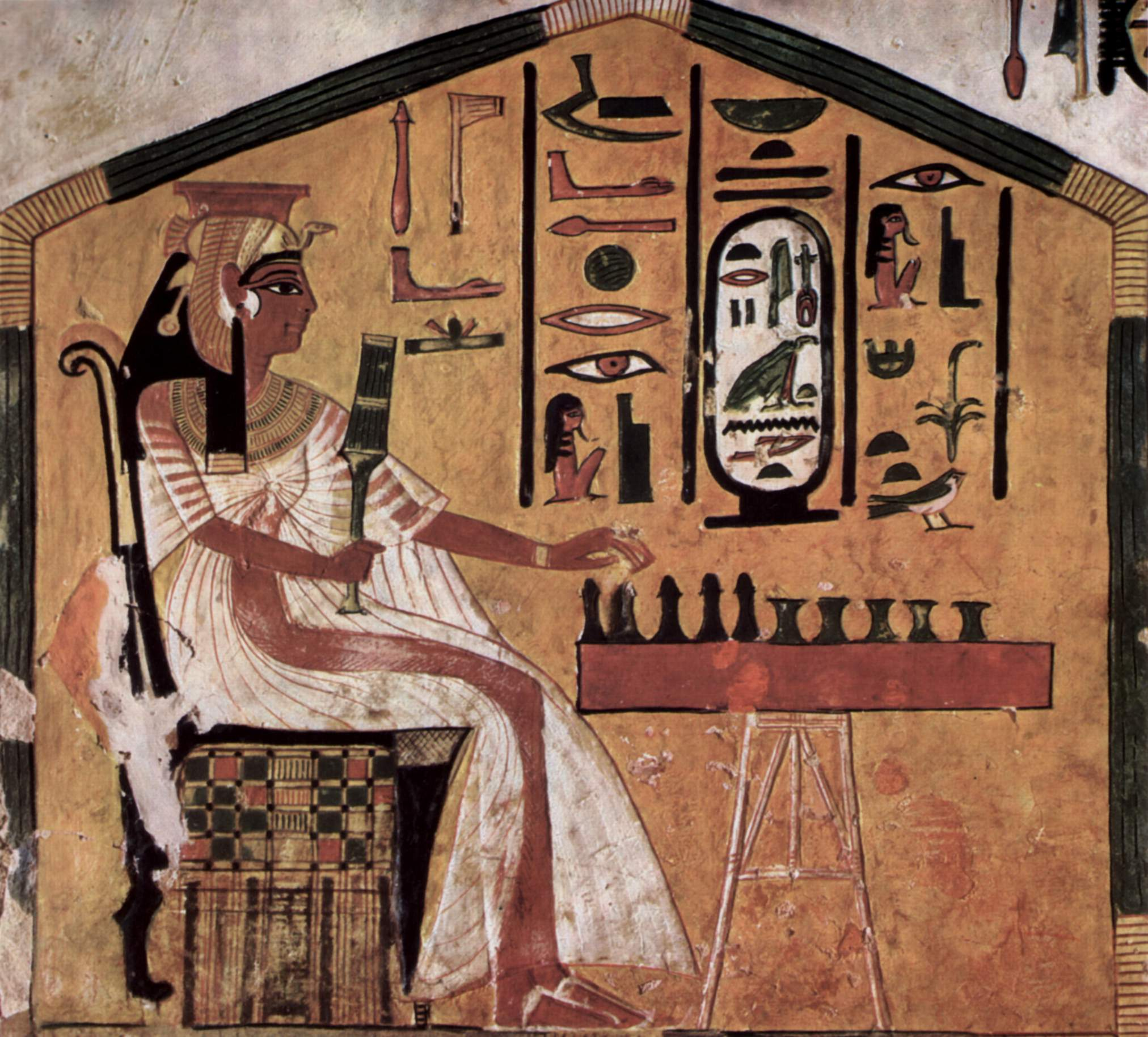
Нефертіті грає в сенет.

Партія Табули зіграна візантійським імператором Зеноном в 480 році, і записана бл. 530 року Агафієм через вкрай поганий кидок гральних кісточок Зеноном.

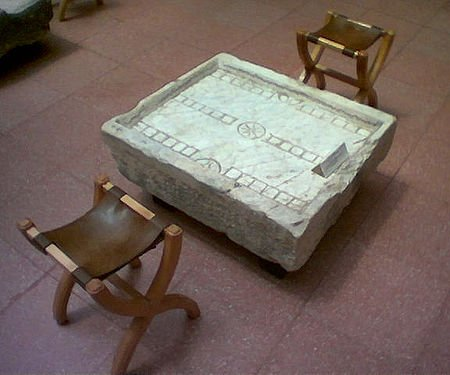
Дошка для гри в давньоримську гру дванадцяти ліній.

Настільна гра, що могла бути попередником нард, існувала в часи розквіту в Месопотамії. Це Королівська гра Ура, дошка для якої була знайдена під час розкопок 1926 року в царських гробницях Ура. Вона датується близько 5000 років тому, тепер є другою за віком подібною знахідкою після знахідок в Шахрі-Сухте. Правила цієї гри відомі з клинописної таблички з Вавилона (177 р. до н. е.), де згадано, що дошки використовували також для пророкування долі. В Королівську гру Ура досі грають в Іраку.

### Стародавній Єгипет
В Стародавньому Єгипті була поширена гра сенет, про яку часто згадують при розгляді питання походження нард. Найстаріші відомості про сенет відносяться до періоду третьої династії (2686—2613 до н. е.). До наших часів дійшли ігрові комплекти для цієї гри в прекрасному стані, зокрема, комплект сенету знайдений в гробниці Тутанхамона (XV ст. до н. е.). Також серед розписів гробниць і барельєфів знайдено чимало зображень гравців у процесі гри. Сенет, на думку більшості сучасних учених, відноситься до ігор-перегонів і є далеким «предком» нард. Вона велася на дошці 3 × 10, а не 2 × (6 +6); правила гри достеменно не відомі. Проте, вважають, що сенет — це перша в історії людства гра, в якій (так само як в нардах) використовувалися гральні кісточки, але яка не зводилася до простого порівнювання результатів їх викидання. Показання кісточок використовувалися для пересування фішок по дошці з наявністю у гравців вибору, в чому є безсумнівна схожість з нардами.

### Стародавній Рим
У Стродавньому Римі існувало декілька схожих на нарди ігор. Для гри дванадцяти ліній лат. Ludus duodecim scriptorum використовувалась дошка, що складалась з трьох рядів по 12 полів. Шашки рухались рядами відповідно до кидання гральних кісточок.
Іншою подібною грою була Табула, яка можливо прийшла до Риму з Греці. В писемних джерелах вона вперше згадується в V ст. до н. е. На малюнку, датованому 200 р. до н. е., гра і гравці зображені у всіх подробицях. З цього малюнка видно, що дошка по структурі в точності збігається з сучасною дошкою для гри в нарди, і кожен гравець має в своєму розпорядженні 15 шашок — теж як у нардах, а найбільшою відмінністю в інвентарі є кількість кісточок: в табулі їх не дві, а три. Цю гру полюбляли деякі імператори, зокрема Нерон та Клавдій. Римські завойовницькі походи привели до того, що табула стала відома на Близькому Сході, там вона могла поступово трансформуватись в нинішні довгі нарди.
В Ольвійському заповіднику зберігається гральна дошка римського часу.

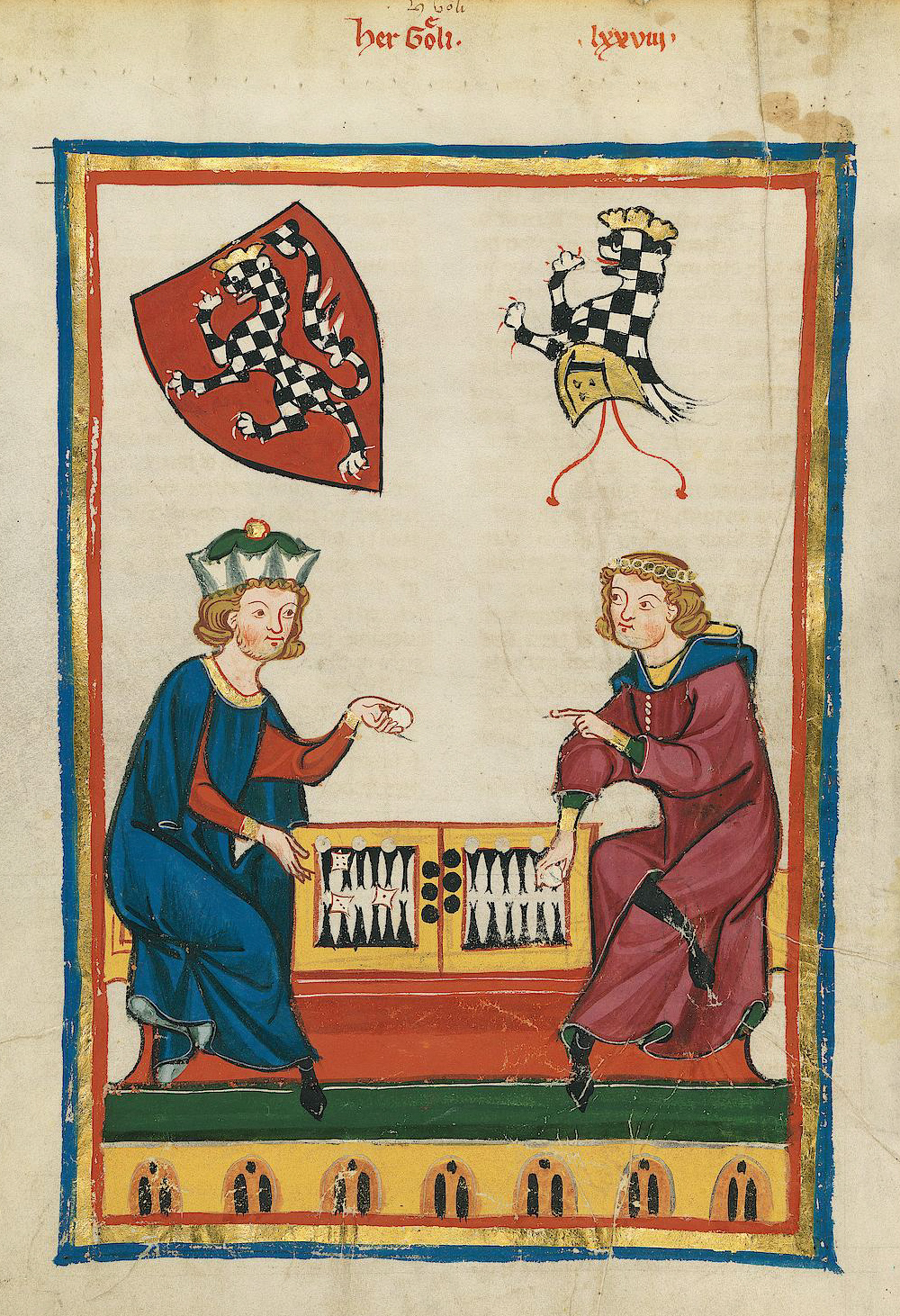
Мініатюра з Манесського кодексу, XIV ст.

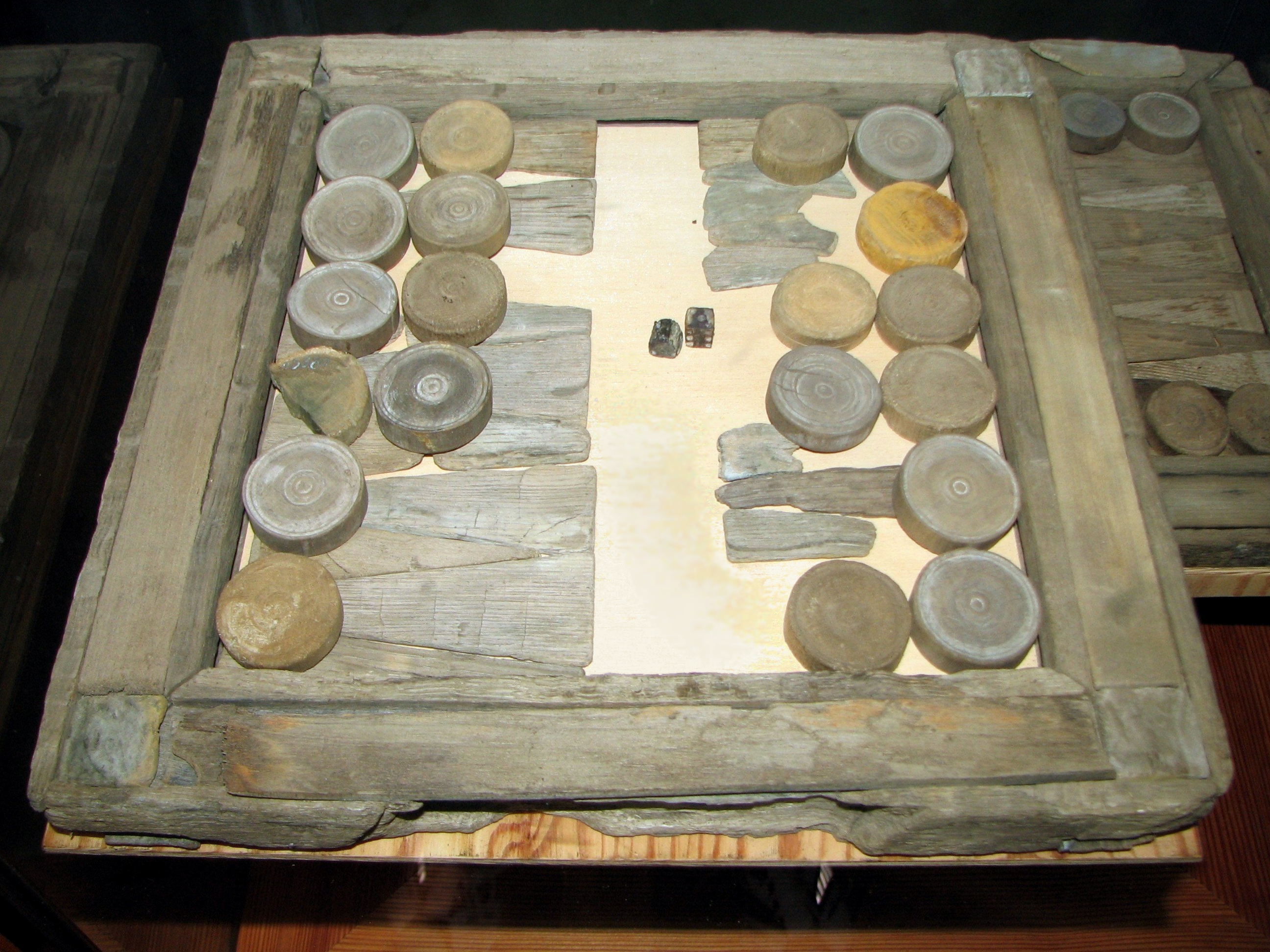
Дошка для гри, знайдена на човні Ваза, який затонув у 1628 році.

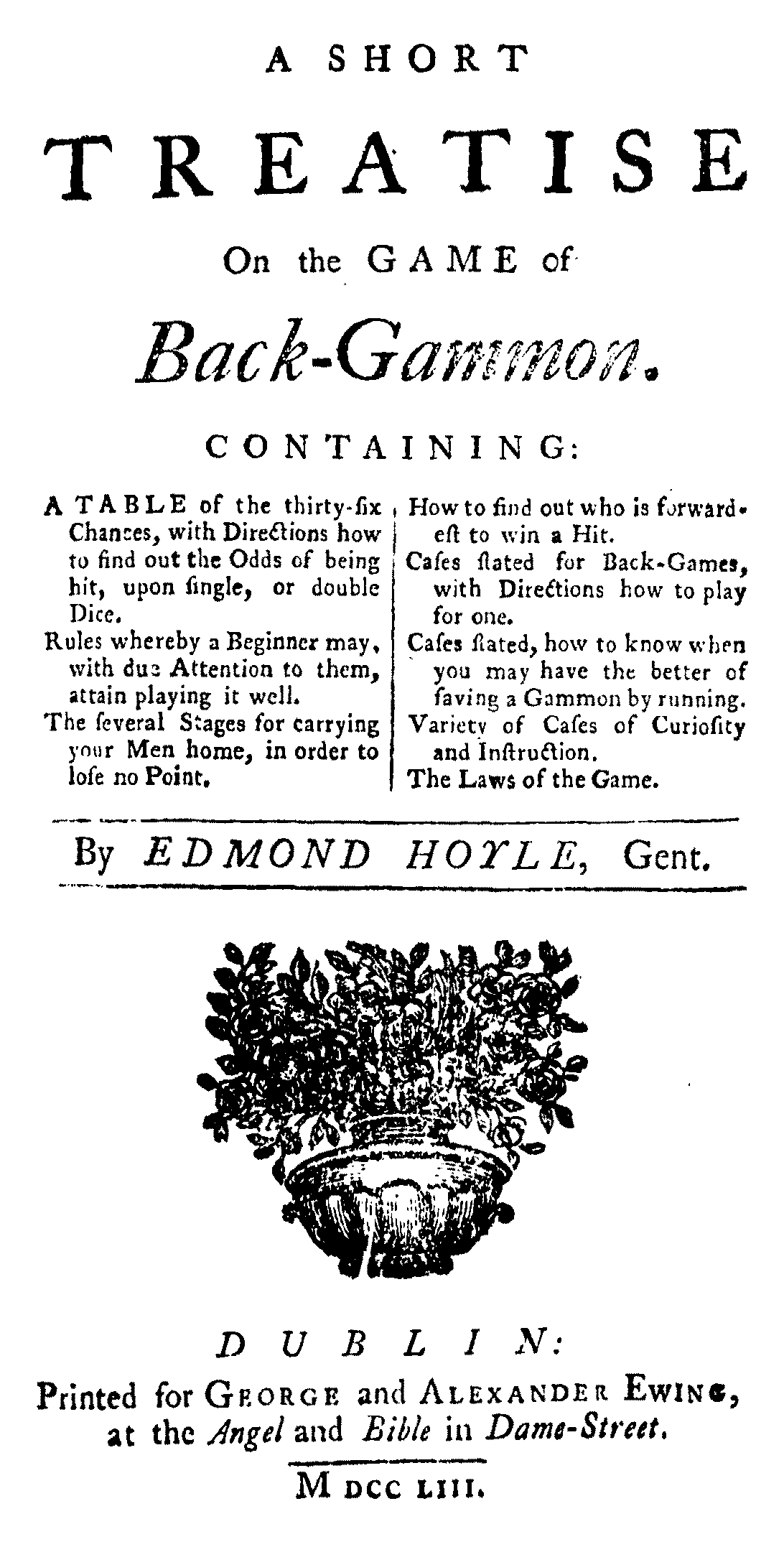
«Короткий трактат з гри в нарди» (A Short Treatise on the Game of Backgammon) Едмунда Хойла, 1743 рік

### Європа
Гра Столів (фр. jeux de tables) з'явилась у Франції в XI столітті і відразу здобула широку популярність. У 1254 році Людовик IX видав указ про заборону гри. В цю ж гру грали у Німеччині у XII столітті, а у XIII столітті вона досягла Ісландії. В Іспанії манускрипт короля Альфонса Х, складений у 1283 році, описує правила кількох настільних ігор з гральними кісточками. В XVII столітті настільні ігри були поширені у Швеції. Дерев'яна дошка та шашки знайдені серед речей офіцерів затонулого корабля «Васа». Нарди часто з'являються у живописі того часу, в основному у творах голландських та німецьких художників (Ван Остаде, Ян Стеен, Ієронімус Босх та інші). Нарди зображено на картині «Шулери» Мікеланджело да Караваджо. В Англії у XVI столітті законами та церковними канонами грати у настільні ігри заборонялось, але вже у XVIII столітті нарди стають дуже популярними серед англійського духівництва. У 1743 році видано Короткий трактат про гру нарди. Він описував правила та стратегію гри, однак також був заборонений.

### Східна Азія
Нарди були популярні в Східній Азії до того часу, коли були витіснені іншими іграми, такими як сянці (китайські шахи).

## Символіка нардів
Нарди, як вважається, відображають систему світогляду древніх, їх захоплення астрологією, астрономією, географією та літочисленням. Так, припускають, що розділення ігрового простору на чотири частини символізує пори року. Дванадцять гнізд на двох протилежних сторонах дошки відповідають 12 місяцям року, а у сумі 24 — кількості годин у добі. Тридцять шашок, що використовуються в грі, — це місяць, а сума чисел «сім» на протилежних гранях метальних кубиків — число відомих тоді планет сонячної системи. При цьому поле для нардів цілком логічно прийняти за небосхил, а рух шашок по колу — за хід планет.
Зберігся фрагмент перського рукопису VI ст., автором якого вважають придворного мудреця і астролога Важурміхра (Бюзермехр), винахідника нардів згідно з легендою про їхнє перське походження. В ньому автор наводить астрологічне і нумерологічне тлумачення гри. Він стверджує, що взявши за основу якусь гру із заходу (імовірно один з варіантів табули), відкрив зашифровані в ній премудрості, про які ніхто раніше не здогадувався. Структуру дошки і кількість шашок мудрець пов'язав з тодішнім календарем і відомими йому астрономічними відомостями. Проте ці тлумачення у теперішній час не становлять особливої цінності, оскільки календар і знання з астрономії з того часу зазнали значних змін.
Згідно з легендою Важурміхра винайшов нарди на замовлення царя Хосрова I «Анушірвана» (531—579) і в цьому контексті вельми цікавими є наступні тлумачення ним символізму гри. Автор уподібнює дошку землі, шашки — людям, гравців — царям двох конкуруючих країн, а кісточки — волі богів. Таким чином, цар править своїми підданими, але він не має влади над божественною волею. Початкова розстановка шашок — це розселення людей по великих і малих містах. Просування по дошці кожної з шашок відображає життєвий шлях людини: вона, перебуваючи у служінні своїй країні і цареві, пускається в дорогу, будує міста, часом гине на війні з іншими країнами. Ідеальним завершенням життя людини, як вважає мудрець, є мирна смерть від старості у власному будинку, — на дошці це відповідає виведенню шашок з дошки в кінці гри. Отже, перемога гравця, який першим виводить свої шашки, означає: кращим з царів є той, хто в своїй країні зумів влаштувати все найгладкішим чином, тому його піддані проходять свій життєвий шлях з найменшою залежністю від зовнішніх обставин і підступів ворогів держави.